# Conocephalus saltans
Conocephalus saltans är en insektsart som först beskrevs av Scudder, S.H. 1872.  Conocephalus saltans ingår i släktet Conocephalus och familjen vårtbitare. Inga underarter finns listade i Catalogue of Life.